# Joseph Dierckx
Josephus (Joseph of Jozef) Adrianus Augustinus Dierckx (Turnhout, 7 september 1802 - aldaar, 24 november 1865) was een Belgisch notaris en politicus.

## Levensloop
Dierckx groeide op in een Turnhoutse familie uit de hoge burgerij. Zijn vader (Pierre) stond tijdens het Nederlands bewind bekend als rijkste particulier van het arrondissement en was lid van de Provinciale Staten van Antwerpen. Zijn overgrootvader (Jean-Baptiste Dierckx) en grootvader (Adrien Michielsen) waren schepenen van Turnhout. Zijn oudoom (Jean F. Dierckx) was tijdens het Frans bewind lid van de algemene raad van het departement Twee Nethen en zijn oom Jean F.T. Dierckx was burgemeester van Turnhout.
Hij studeerde aan de Universiteit van Leuven, alwaar hij in 1825 afstudeerde als doctor in de rechten. In 1827 huwde hij met een dochter van Walter Van Genechten, met wie hij vijf kinderen kreeg. Op 21 september 1829 (in opvolging van zijn vader) werd hij benoemd tot notaris. In deze hoedanigheid was hij circa 20 jaar voorzitter van de Kamer ven Notarissen in het arrondissement Turnhout. Ook was hij een tijdlang plaatsvervangend vrederechter in de kantons Arendonk en Turnhout, alsook plaatsvervangend rechter voor de rechtbank van eerste aanleg van Turnhout.
Daarnaast was hij ook politiek actief. Hij werd op 19 november 1830 verkozen tot gemeenteraadslid te Turnhout. Op 4 november 1844 volgde hij Joseph Van Lieshout op als burgemeester, waarna de katholieken onder zijn leiding de gemeenteraadsverkiezingen van 1945 en 1848 overtuigend wonnen. Hierop volgend brak een periode van katholieke dominantie aan in de Turnhoutse gemeenteraad. Ook werd hij bij de provincieraadsverkiezingen van 12 juli 1948 verkozen tot Antwerps provincieraadslid, een mandaat dat hij zou uitoefenen tot aan zijn dood.  Als burgemeester werd hij na zijn overlijden opgevolgd door Jacques Hoefnagels.
Dierckx stond bekend als Belgistisch (dit in tegenstelling tot zijn oom Jean F.T. Dierckx die tot de orangisten behoorde), hiervan getuige het feit dat hij zich op 3 augustus 1831 (tijdens de Tiendaagse Veldtocht, toen Nederlandse troepen onder leiding van generaal Saksen-Weimar Turnhout hadden ingenomen) zich naar het stadhuis spoedde. Daar aangekomen trof hij een groep officieren die verzameld rond een tafel stonden met daarop een lijst van alle burgers die van de Belgische overheid wapens hadden ontvangen. Dierckx vernietigde ter stond het document.  Daarnaast stond hij te boek als katholiek, zo was hij een pleitbezorger van het godsdienstonderricht in het onderwijs. Zijn bestuur werd gekenmerkt door de aanleg van verschillende steenwegen en bouw van scholen (waaronder een tekenschool). Ook was hij betrokken bij de oprichting van het Sint-Pietersgodshuis.
Op 21 april 1855 ontving hij het ereteken van ridder in de Leopoldsorde. Zijn afscheidsplechtigheid vond plaats op 27 november 1865 in de Sint-Pieterskerk, waarna hij een laatste rustplaats kreeg op de gemeentelijke begraafplaats. In het Taxandriamuseum bevindt zich een postuum (1935, vermoedelijk in opdracht van François du Four) door Charles Vander Velpen met houtskool vervaardigd staatsieportret van hem. Het is gebaseerd op een door Albert Roberti gemaakt portret dat deel uitmaakt van de verzameling van notariaat Dierckx.
Zijn zonen Henri en Pierre waren eveneens politiek actief, evenals zijn achterneven Alfons Dierckx en Jan de Fierlant.  Zijn zoon Auguste werd onderzoeksrechter bij de rechtbank van eerste aanleg te Turnhout.